# Sphenella setosa
Sphenella setosa är en tvåvingeart som beskrevs av Merz och Dawah 2005. Sphenella setosa ingår i släktet Sphenella och familjen borrflugor.
Artens utbredningsområde är Saudiarabien. Inga underarter finns listade i Catalogue of Life.